# 新關站

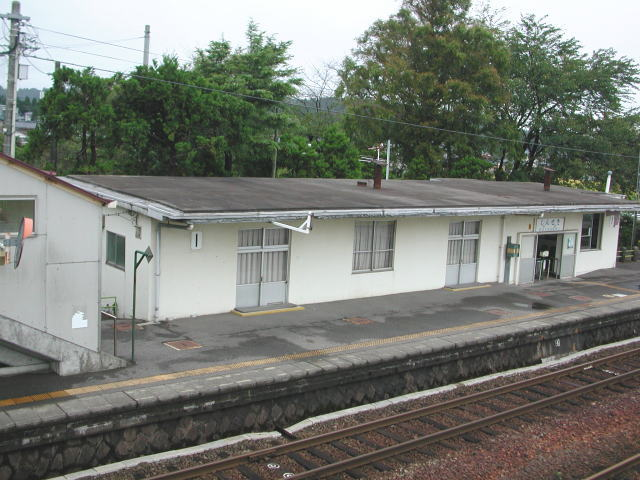
西出口車站大樓和1號月台

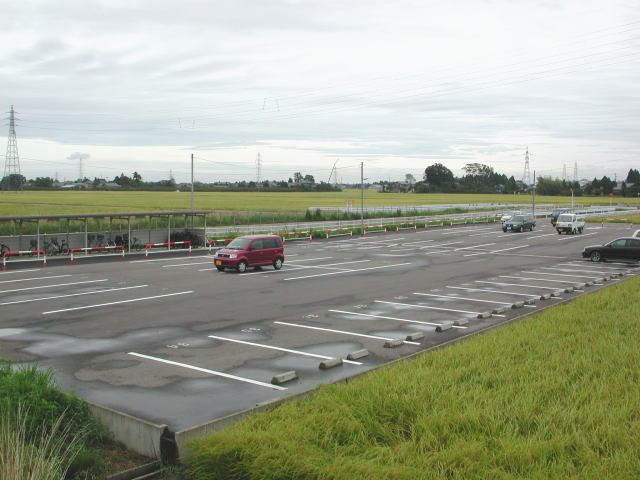
東出口的停車場。靠近月台的白線方格為月租車輛專用，停車場出入口附近的黃色方格為一般車輛使用。

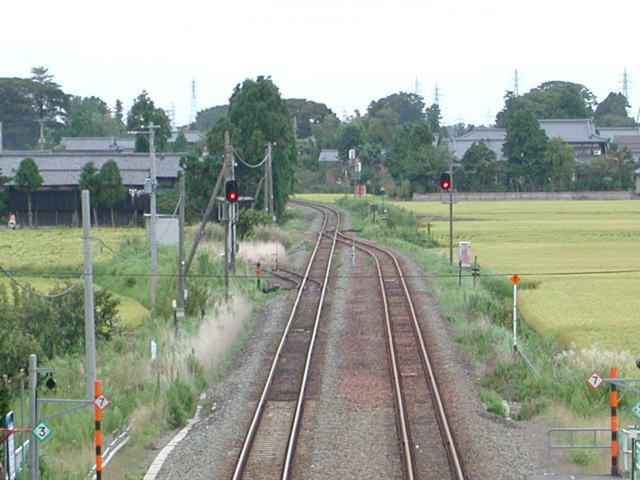
一線通過的新關站

新關站（日语：／ Shinseki eki */?）是位於新潟縣新潟市秋葉區大關，東日本旅客鐵道（JR東日本）的磐越西線車站。

## 歷史
- 1954年（昭和29年）4月15日：日本國有鐵道車站啟用[1]。
- 1965年（昭和40年）9月24日：開設列車交會設備[3]。
- 1986年（昭和61年）12月：開設東出口[4]。
- 1987年（昭和62年）4月1日：伴隨國鐵分割民營化，車站由東日本旅客鐵道（JR東日本）營運[5]。
- 2008年（平成20年）3月15日：新潟近郊區間擴大，此站開始可以使用IC卡「Suica」[6]。

## 車站構造
此站是地面車站，設有2面2線的相對式月台。兩月台之間設有跨線橋連接。月台配置是一線通過方式。當不需要列車交會的時候，兩方向的列車會使用靠近車站大樓（西邊）的1號月台。
此站是由新津站管理的無人車站。車站大樓內設有候車室、簡易Suica閘機（入閘和出閘用各1台）、自動售票機（1台簡易式）、自動販賣機和廁所。
2號月台北邊設有東出口。該處沒有車站大樓，在月台入口設有簡易Suica閘機（入閘和出閘用各1台）。東出口連接站前單車停泊處和泊車轉乘專用的停車場。

### 月台
| 月台 | 路線      | 上下行 | 方向                 |
| ---- | --------- | ------ | -------------------- |
| 1、2 | ■磐越西線 | 下行   | 新津方向             |
| 1、2 | ■磐越西線 | 上行   | 喜多方、會津若松方向 |

## 使用狀況
根據「新潟市統計書」，以下為2010年度（平成22年度）前的一年總乘車人次變化<。另外，在新潟市合併前的2004年度（平成16年度）以前的數據沒有公布。
| 乘車人次變化       | 乘車人次變化                | 乘車人次變化 |
| 年度               | 一年總乘車人次 (單位：千人) | 參考資料     |
| ------------------ | --------------------------- | ------------ |
| 2005年（平成17年） | 61                          | [ 8 ]        |
| 2006年（平成18年） | 61                          | [ 8 ]        |
| 2007年（平成19年） | 64                          | [ 8 ]        |
| 2008年（平成20年） | 61                          | [ 8 ]        |
| 2009年（平成21年） | 54                          | [ 8 ]        |
| 2010年（平成22年） | 55                          | [ 8 ]        |

此站是無人車站，由於不能準確計算售票資料，因此2011年度（平成23年度）後沒有發表乘車人次數據。

## 車站周邊
西出口站前設有新潟縣道406號新關停車場線，該縣道連接新潟縣道7號新津村松線。車站附近設有民居。東出口一方設有稻田和民居。
- 小口簡易郵局
- 長期護理老人保健設施秋葉之鄉

## 巴士路線
在西出口一方的縣道7號上，設有新潟交通觀光巴士的巴士站。停靠的路線只有「大關線」。巴士可使用新潟交通集團的IC卡「Ryuto」（可使用Suica）。
- 新關站前
  - 五泉方向（車站大樓一方）
    - 前往五泉站前、五泉營業所

  - 新津方面（車站大樓對面）
    - 經大關、瀧谷　前往新津站

## 相鄰車站
東日本旅客鐵道（JR東日本）
■磐越西線
□快速「阿賀野」
通過
■普通
北五泉－新關－東新津

## 注腳
1. 1 2 3  . 東日本旅客鐵道.   [2014-10-29]. （原始内容存档于2021-02-02） （日语）.
2. 1 2 3 4 5 6 7 8 9 10  週刊JR全駅・全車両基地 (朝日新聞出版). 2013-08-04, (50): 26 （日语）. 缺少或|title=为空 (帮助)
3. ↑  交通新聞　昭和40年9月17日1面
4. ↑  『待望の東口オープン 磐西線新関駅 五泉側もグッと便利に』昭和61年12月4日新潟日報下越版
5. ↑  『交通年鑑 昭和63年版』 交通協力會，1988年3月。
6. ↑   (PDF) (新闻稿). 東日本旅客鉄道. 2007-12-21  [2020-05-29]. （原始内容 (PDF)存档于2016-03-04） （日语）.
7. 1 2  . 東日本旅客鉄道.   [2019-08-13]. （原始内容存档于2019-08-13） （日语）.
8. 1 2   (PDF). 平成23年度統計書. 新潟市. 2012-03  [2019-02-25]. （原始内容 (PDF)存档于2019-02-25） （日语）.

## 外部連結
- 車站資訊（新關）：東日本旅客鐵道（日語）